# کوماروو (ورانگه)
کوماروو (به صربی: Kumarevo) یک منطقهٔ مسکونی در صربستان است که در ناحیه پچینیا واقع شده‌است. کوماروو ۲۸۳ نفر جمعیت دارد.